# Pompong

Äggformig pompong fäst på Sabel.

Pompong (från franskans pompon) är en klotrund mjuk långhårig tofs eller boll av uppklippt garn, främst av silke.
Pomponger har brukats som dräktdetalj bland annat på hattar, skärp med mera.
Pompong kan även avse ett tillbehör till en militär huvudbonad, den kan dels vara av garn och bollformad, dels av metall och rund och flat. Den fungerar emellanåt som fäste för en ståndare.